# ستيفي شالمرز
ستيفي شالمرز (بالإنجليزية: Stevie Chalmers)‏ هو لاعب كرة قدم بريطاني، ولد في 26 ديسمبر 1935 في غلاسكو في المملكة المتحدة، وتوفي في 29 أبريل 2019. شارك مع منتخب اسكتلندا لكرة القدم. أما مع النوادي، فقد لعب مع نادي بارتيك ثيسل ونادي دمبرتون ونادي سلتيك ونادي غرينوك مورتون.

## وصلات خارجية
- ستيفي شالمرز على موقع الاتحاد الأوربي (الإنجليزية)
- ستيفي شالمرز على موقع الاتحاد الإسكتلندي (الإنجليزية)
- ستيفي شالمرز على موقع قاعدة بيانات كرة القدم.إي يو (الإنجليزية)
- ستيفي شالمرز على موقع ناشيونال فوتبول تيمز (الإنجليزية)
- ستيفي شالمرز على موقع عالم كرة القدم.نت (الإنجليزية)